# Морен, Мадо
Мадо́ Море́н (фр. Mado Maurin), настоящее имя Мадле́н Жа́нна Луи́за Море́н (фр. Madeleine Jeanne Louise Maurin; 24 сентября 1915, Париж — 8 декабря 2013) — французская актриса театра и кино. Мать актёров Жан-Пьера Морена, Ива-Мари Морена, Патрика Девера, Доминика Коллиньон-Морена, Жана-Франсуа Влерика и Мари-Вероник Морен. Автор книги о Патрике Девере.

## Фильмография

### Кинофильмы
- 1973 : Я ничего не знаю, но скажу всё / Je sais rien mais je dirai tout, реж. Пьер Ришар
- 1976 : Я, Пьер Ривьер / Je suis Pierre Rivière, реж. Кристин Липинска, бабушка
- 1979 : Такая милая деревня… / Un si joli village, реж. Этьен Перье, Элоди
- 1979 : Женщина-полицейский / La Femme flic, реж. Ив Буассе, хозяйка
- 1980 : Плохой сын / Un mauvais fils реж. Клод Соте, жена Андре
- 1983 : Да здравствует жизнь! / Viva la vie, реж. Клод Лелуш, мать Франсуазы
- 1991 : Украденный дневник / Le Cahier volé реж. Кристин Липинска, игуменья
- 2003 : Ключи от машины / Les Clefs de bagnole реж. Лоран Баффи, дама в белом
- 2007 : Крыши Парижа / Les Toits de Paris, мать Терезы